# Kings Canyon
Kings Canyon –formalment Kings Canyon National Park– és un parc nacional localitzat als Estats Units a l'estat de Califòrnia. Incorpora l'anterior Parc Nacional General Grant (General Grant National Park) establert originalment l'1 d'octubre de 1890 per protegir l'anomenat General Grant, el tercer arbre més gran del món. Pertany a la Reserva de la Biosfera Sequoia-Kings Canyon que va ser reconeguda el 1976. El Servei de Parcs Nacionals l'administra conjuntament amb el Parc Nacional Sequoia.
Kings Canyon és un gran congost de granit excavat per les glaceres i pel Kings River. Té més de 1.500 metres d'altitud.